# 奥尔良公爵菲利普二世

菲利普二世，奥尔良公爵（1674年8月2日—1723年12月2日），沙特尔公爵（(1674年–1701年)，奧爾良公爵（1701年–1723年）1715年到1723年的法国摄政王。

## 摄政之前
他生于圣克卢（Saint-Cloud）法式城堡，法國國王路易十三次子奧爾良公爵菲利普一世和他第二位妻子莱茵-普法尔茨郡主伊丽莎白·夏洛特(1652年–1722年）所生的唯一的成年兒子。他也是法國國王路易十四的侄子。
當菲利普一世第一任妻子英格蘭的亨麗埃塔於1670年於聖克盧逝世後，有傳言說她是被菲利普一世或他的情人菲利普·洛林毒殺的。菲利普一世是同性戀者及與菲利普·洛林的親密關係，是法國宮廷公開的秘密。他們的關係維持到菲利普一世於1701年逝世時。
翌年，菲利普一世娶了普法爾茨選帝侯卡爾·路德維希一世的女兒黑森州卡塞爾的伊麗莎白·夏洛特為第二任妻子。不久，伊麗莎白·夏洛特於1671年生了一個短命的兒子瓦盧瓦公爵，翌年再生了菲利普二世，後來成為法國攝政王及於1676年生了女兒洛林公爵夫人伊麗莎白·夏洛特，後來為神聖羅馬皇帝法蘭茲一世的母親。

## 青年時代
菲利普二世作為法國國王路易十三的孫子，這使他從誕生便有王爺風範的資格，以及有權在國王面前坐在扶手椅上。出生時，菲利普二世就被封為沙特爾公爵，但是因為他是次子，他並沒有受到像兄長瓦盧瓦公爵的熱情待遇。
菲利普二世出生時是王位第四順位繼承人，僅次於路易十四的兒子大太子路易，自己的父親奧爾良公爵菲利普一世和他的哥哥瓦盧瓦公爵。當菲利普二世出生後，他的伯父路易十四正在他的權力的頂峯。
1676年，瓦盧瓦公爵死在巴黎皇家宮殿，使得菲利普二世成為奧爾良家族新的繼承人;其後未來的奧爾良公爵繼承人將被封為沙特爾公爵。他悲痛欲絕的母親當時正在懷有菲利普二世的妹妹伊麗莎白·夏洛特。
菲利普二世生活在聖克盧的法式城堡及巴黎皇家宮殿由他的啟蒙老師紀堯姆·杜布瓦教育下成長。他受到當時法國頂尖的歷史學家、系譜學家、科學家和藝術家等參與紀堯姆·杜布瓦的教育計劃。
1701年，其父菲利普一世逝世，菲利普二世繼承其父的爵位為奧爾良公爵（1701年–1723年），菲利普二世曾參加大同盟戰爭（1689-1697），其作戰勇猛頗受時人肯定，但路易十四不讓他在大同盟戰爭中參與指揮。其後菲利普二世在西班牙王位繼承戰爭於1706年在意大利的都靈圍城戰及於1707-1708年間在西班牙展開的阿爾曼薩戰役指揮法軍作戰。

## 攝政期間
在奧爾良公爵1715-1723年的攝政期間，他曾數次嘗試改善法國的財政狀況，最有名的一次是蘇格蘭銀行家約翰‧勞的改革，卻因為密西西比公司的泡沫而失敗了。
在外交方面，攝政王受到西班牙國王腓力五世的威脅，因為腓力五世也想成為法國的攝政王，於是奧爾良公爵就和英國、荷蘭、奧地利結盟，並對西班牙宣戰（四國同盟戰爭）。結果西班牙四處戰敗，只得在1720年簽訂《馬德里條約》。
奧爾良公爵生活放蕩無度，特愛尋歡作樂，平常被一大群寵臣包圍著，每天晚上他都跟些酒色之徒冶遊無度，人們因此咒稱這些寵臣為「該死的朋友」（或「被輾死的」，意思是在車輪下輾死才大快人心）。1723年12月2日，他因中風而死去。

## 遺產
奧爾良公爵本性善良、正直而聰穎，具有親和、寬大、誠正、口才及高教養的優點。但他卻把天生的優良品質白白糟蹋了。整個宮廷也效仿攝政王，腐化之風在法國社會中蔓延開來，特別是宮廷從凡爾賽遷回巴黎後，立刻讓巴黎感染了攝政的放蕩風氣，王宮上下立刻從路易十四時期的神聖、節制鬆弛下來，淪於放縱逸樂。至今，「攝政時期」（Régence）這個詞在法語中仍是混亂與放蕩的同義詞。
美國城市紐奧良即以他命名。

## 婚姻和孩子
- 1692年2月18日，菲利普二世娶了Francoise-Marie de Bourbon, Mademoiselle de Blois（1677–1749），兩人共生下8名子女。
  - Mademoiselle de Valois (1693年12月17日 – 1694年10月17日)。
  - 瑪麗·路易絲·伊麗莎白·德·奧爾良 (1695年8月20日 – 1719年7月21日)。夫婿為貝里公爵查理。
  - 路易絲·阿德萊德·德·奧爾良(1698年8月13日 – 1743年2月10日)。
  - 夏洛特·Aglaé·德·奧爾良 (1700年10月20日– 1761年1月19日)。夫婿為摩德納公爵弗朗切斯科·德·埃斯特三世。
  - 奧爾良公爵路易四世 (1703年8月4日 – 1752年2月4日)。
  - 路易絲·伊麗莎白·德·奧爾良 (1709年12月11日 – 1742年6月16日)。夫婿為西班牙國王路易斯一世。
  - 菲莉普·伊麗莎白·德·奧爾良 (1714年12月18日– 1734年5月21日)。
  - 路易絲·黛安·德·奧爾良 (1716年6月27日 – 1736年9月26日)。

菲利普還與不同婦女生了幾個私生子。 其中三個孩子被承認了。
與Florence Pellerin所生的查爾斯·德·聖阿爾賓（1698-1764）、與Marie Louise Le Bel de La Boissière所生的讓·菲利普·德·奧爾良（1702-1748）和與Christine Charlotte Desmares所生的Angélique de Froissy（1702-1785)。

## 传记
- The Regent of the Roues by Andrew C.P. Haggard - 1905 London: Hutchinson & Co. (In English)
- The Scandalous Regent by W.H. Lewis - 1961 London: Andre Deutsch (In English)
- Phillippe, Duke of Orleans: Regent of France by J.H. Shennan - 1979 London: Thames and Hudson (In English)
- Le Regent 1674-1723 by Jean Meyer - 1985 Paris: Editions Ramsay (In French)
- Le Regent by Jean-Christian Petitfils - 1986 Paris: Libraire Artheme-Fayard (In French)
- Philippe, Duc D'Orleans: Regent of France by Christine Pevitt - 1997 London: Weidenfeld & Nicolson (In English)

## 來源
1. 1 2 3  巴亞爾等著，《法國史圖說》（上海：上海人民出版社，2005），頁268
2. 1 2  G. de Bertier de Sauvigny著，《法國史》（台北：五南圖書出版公司，1989），頁199-202